# Gracíola

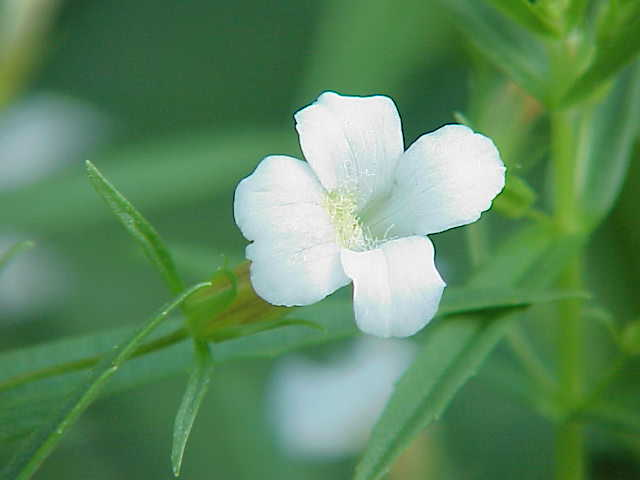
Herba del pobre home; detall de la flor

Gracíola (Gratiola), és un gènere de plantes amb flors de la família de les plantaginàcies, encara que tradicionalment havia estat classificada dins de les escrofulariàcies.

## Particularitats
El nom Gratiola prové del llatí gratia, en referència a la gràcia o misericòrdia de la Mare de Déu.
L'espècie representativa a les nostres contrades és l'herba del pobre home, considerada espècie amenaçada en els seus hàbitats naturals.

## Taxonomia
- Gratiola aurea
- Gratiola brevifolia
- Gratiola ebracteata
- Gratiola flava
- Gratiola floridana
- Gratiola heterosepala
- Gratiola hispida
- Gratiola neglecta
- Gratiola officinalis - herba del pobre home
- Gratiola pilosa
- Gratiola ramosa
- Gratiola virginiana
- Gratiola viscidula